# Нинъян
Нинъя́н (кит. упр. 宁阳, пиньинь Níngyáng) — уезд городского округа Тайань провинции Шаньдун (КНР). Название означает «с южной („янской“) стороны от горы Ниншань».

## История
Уезд был создан при империи Хань во время правления императора Гао-цзу.
В 1950 году в составе провинции Шаньдун был создан Специальный район Тайань (泰安专区), и уезд вошёл в его состав. В 1956 году был расформирован уезд Цуян (徂阳县), и часть его земель была передана уезду Нинъян. В декабре 1958 года специальный район Тайань был расформирован, и уезд был передан под юрисдикцию Цзинаня.
В 1961 году Специальный район Тайань был воссоздан, и уезд вернулся в его состав. В 1967 году Специальный район Тайань был переименован в Округ Тайань (泰安地区). В мае 1985 года постановлением Госсовета КНР округ Тайань был преобразован в городской округ.

## Административное деление
Уезд делится на 2 уличных комитета, 9 посёлков и 2 волости.